# Eopenthes muticus
Eopenthes muticus is een keversoort uit de familie kniptorren (Elateridae). De wetenschappelijke naam van de soort is voor het eerst geldig gepubliceerd in 1908 door Sharp.